# Günther Maleska
Günther Maleska (* 1937) ist ein ehemaliger deutscher Radrennfahrer und nationaler Meister im Radsport.

## Sportliche Laufbahn
Maleska wurde 1963 in die Nationalmannschaft der DDR berufen und startete in der Bulgarien-Rundfahrt. Er gewann 1964 mit Axel Peschel, Horst Klawohn und Kurt Müller die nationale Meisterschaft im Mannschaftszeitfahren. 1962 wurde er 29. der DDR-Rundfahrt, 1966 22. in der Polen-Rundfahrt. Er startete für den SC Dynamo Berlin.

## Familiäres
Sein Bruder Joachim Maleska war ebenfalls Radrennfahrer beim SC Dynamo Berlin.